# Pinacoteca vaticana
La nuova Pinacoteca vaticana è una pinacoteca facente parte dei Musei Vaticani. Venne inaugurata il 27 ottobre 1932 nell'edificio costruito dall'architetto Luca Beltrami, appositamente per ospitare la pinacoteca, per volere del papa Pio XI.

## Storia

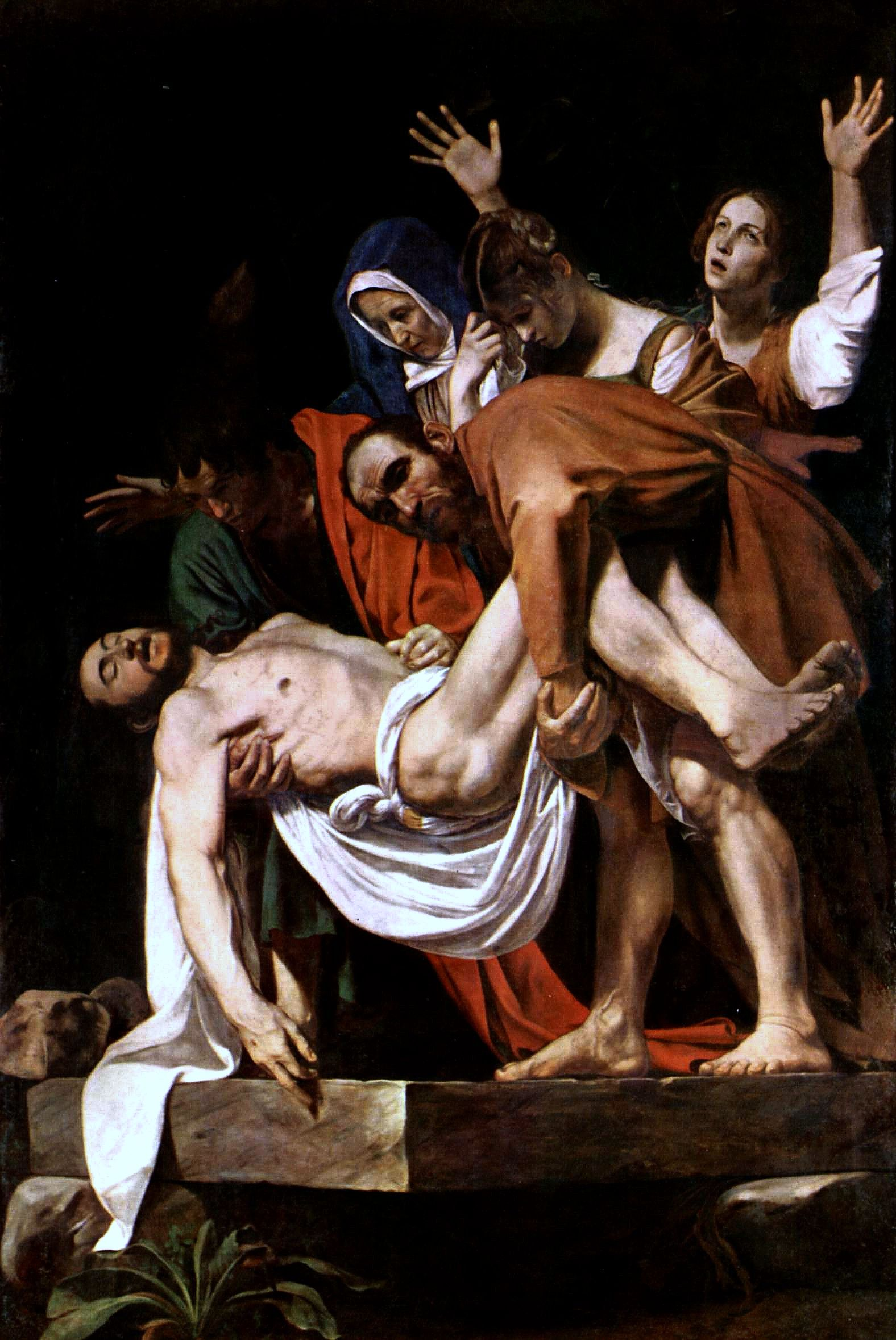
Caravaggio, Deposizione

Il palazzo sorse in una parte del Giardino Quadrato, isolato e circondato completamente da viali, in un luogo ritenuto idoneo grazie all'ottima presenza della luce in grado di valorizzare il valore estetico delle opere.
Prima della pinacoteca le opere venivano spesso spostate tra i vari palazzi apostolici poiché non avevano una fissa sede, quindi la sua costruzione servì anche a risolvere la questione.
Pio VI riuscì a creare una prestigiosa raccolta di 118 dipinti intorno al 1790, ma essa ebbe vita breve poiché, in seguito al Trattato di Tolentino stipulato nel 1797, alcuni dei maggiori capolavori furono trasferiti a Parigi.
La moderna pinacoteca, intesa come esposizione aperta al pubblico, nacque solo dopo la caduta di Napoleone, precisamente nel 1817, cui seguì la restituzione di alcune opere secondo le direttive del Congresso di Vienna.
Grazie a numerosissime donazioni e acquisizioni la collezione continuò a crescere nel corso degli anni arrivando all'attuale numero di circa 460 dipinti, esposti nelle diciotto sale secondo un ordine cronologico. Le opere vanno da quelle definite "Primitive" (XII-XIII secolo) a quelle del XIX secolo.
La collezione di dipinti può vantare capolavori di alcuni dei maggiori artisti italiani, come Giotto, Raffaello, Leonardo, Caravaggio e tanti altri.

## Le Sale

### Sala I (Nicolò e Giovanni)
La sala ospita i cosiddetti "primitivi" italiani, artisti di epoca medievale. Tra le opere raccolte, eseguite prevalentemente a tempera su tavola, assume particolare rilievo il Giudizio finale di Nicolò e Giovanni (scuola romana della seconda metà del XII secolo), dipinto dalla forma circolare e base rettangolare, giunto dall'oratorio di San Gregorio Nazianzeno presso Santa Maria in Campo Marzio a Roma.
L'iconografia è divisa in registri sovrapposti e da titoli esplicativi. In alto, Cristo Pantocratore in maestà fra Angeli e Serafini; a scendere, Gesù orante in veste sacerdotale di fronte ad un altare, posto fra gli Apostoli con gli strumenti della Passione. Nel terzo registro, tre scene distinte: da sinistra, Disma detto il "buon ladrone" precede con la croce in mano San Paolo che guida i risorti, poi la Vergine e Santo Stefano intercedono per i Santi innocenti e, infine, l'illustrazione delle sette Opere di Misericordia sintetizzata in tre episodi (Vestire gli ignudi, Visitare i carcerati, Dissetare gli assetati); sotto, la Resurrezione dei corpi: i divorati dalle fiere e dai pesci a sinistra, i sepolti per inumazione a destra, le allegorie della Terra e del Mare al centro.
In basso, le illustrazioni dell'Inferno con i dannati e della Gerusalemme Celeste (il Paradiso) con la Vergine circondata da due Santi e dagli Eletti. Al di sotto della Vergine, sono raffigurate le committenti della tavola, due monache identificate dal titolo come "Domna Benedicta ancilla Dei" e "Costantia abbatissa".
Fatta eccezione per quest'opera e per il Trittico Stefaneschi (Sala II), tutte le tavole contenute nelle prime due sale della Pinacoteca provengono dalla Collezione della Biblioteca Vaticana.
Opere presenti in sala:
- Giovanni Bonsi - Madonna col Bambino e i SS. Onofrio, Nicola, Bartolomeo e Giovanni Evangelista
- Margaritone d'Arezzo - San Francesco d'Assisi
- Vitale da Bologna - Madonna dei Battuti
- Bernardo Daddi - Martirio di Santo Stefano e rinvenimento delle sue reliquie
- Giovanni del Biondo - Vergine dell'Apocalisse con Santi e Angeli
- Francescuccio Ghissi - Madonna dell'Umiltà
- Nicolò e Giovanni - Giudizio Finale
- Allegretto Nuzi - Madonna col Bambino, S. Michele e S. Orsola
- Scuola di Giunta Pisano - San Francesco e quattro miracoli post-mortem
- Scuola romana, metà secolo XII - Cristo Benedicente
- Scuola romana, secolo XII - Profeta Amos
- Scuola romana, secolo XII - Profeta Mosè
- Scuola umbra, secolo XIII - Croce processionale
- Antonio Veneziano - San Giacomo Maggiore

### Sala II (Giotto)
La Sala espone tempere del periodo giottesco e tardogotico. Qui è posto uno dei maggiori capolavori conservati nella Pinacoteca Vaticana, il Trittico Stefaneschi, opera di Giotto e allievi proveniente dall'antica basilica di San Pietro.
Commissionato dal cardinale Jacopo Stefaneschi nel 1320 circa per l'altare maggiore, il polittico si compone di tre scomparti e una predella dipinta su entrambi i lati.
Tra le opere presenti anche il Redentore benedicente, dipinto dalle ridotte dimensioni (probabile cimasa di un polittico cuspidato) attribuito a Simone Martini, artista senese della prima metà del Trecento considerato uno dei maggiori innovatori dell'arte tardomedievale.
Opere presenti in sala:
- Bernardo Daddi - Madonna del Magnificat
- Gentile da Fabriano - Storie di San Nicola di Bari, quattro pannelli dalla predella del Polittico Quaratesi (1425); Annunciazione, 1423-1425 circa
- Giotto di Bondone - Trittico Stefaneschi
- Giovanni di Paolo - Compianto su Cristo morto
- Giovanni di Paolo - Orazione di Cristo nell'orto
- Giovanni di Paolo - Annunciazione, tavola di biccherna
- Pietro Lorenzetti - Cristo davanti a Pilato
- Simone Martini - Redentore benedicente
- Olivuccio di Ciccarello - Opere di misericordia (sei tavole)
- Lorenzo Monaco - Fatti della vita di San Benedetto
- Lorenzo Monaco - Sant'Antonio Abate incontra l'eremita Paolo
- Niccolò di Tommaso - Santa Brigida di Svezia e la visione della Natività
- Sano di Pietro - Natività e annuncio ai pastori
- Sano di Pietro - Fuga in Egitto
- Sassetta - Visione di San Tommaso d'Aquino
- Sassetta - Madonna dell'Umiltà

### Sala III (Beato Angelico)

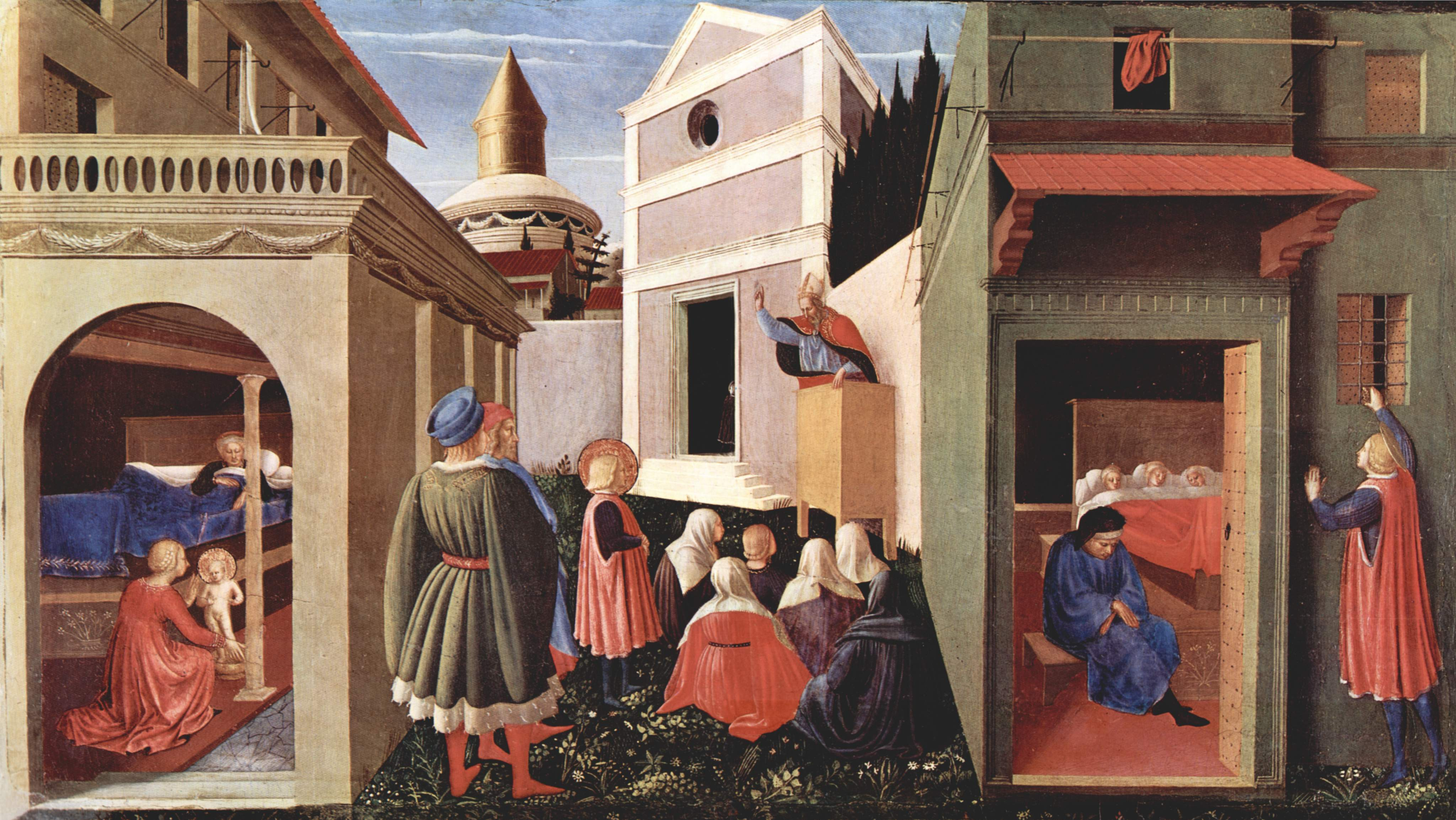
Beato Angelico,Scena dalla vita di san Nicola di Bari

La Sala raccoglie in maggioranza opere di Filippo Lippi, Beato Angelico e Benozzo Gozzoli. Di Filippo Lippi e aiuti è il grande trittico con l'Incoronazione della Vergine o Incoronazione Marsuppini ultimato intorno al 1460 per la cappella di San Bernardo nel convento delle monache Olivetane ad Arezzo. Nella composizione figurano Gregorio Marsuppini e suo figlio Carlo (il committente dell'opera) in veste di donatori, introdotti da San Gregorio e da Santi monaci alla contemplazione dell'evento.
Al Beato Angelico si riconducono le Storie di San Nicola di Bari, scomparti della predella di un grande trittico eseguito nel 1437 circa per la cappella di San Niccolò nella chiesa perugina di San Domenico e oggi custodito in buona parte a Perugia presso la Galleria Nazionale dell'Umbria.
I due pannelli conservati in Vaticano riproducono l'uno la Nascita e la Vocazione del Santo e il Dono alle tre fanciulle povere, l'altro San Nicola che incontra il messo imperiale, il Salvataggio di un carico di grano per la città di Mira e il Miracolo di una nave salvata dal naufragio.
Del Gozzoli è la Vergine che porge la cintola a San Tommaso, conosciuta come "Madonna della Cintola", dipinta nel 1452 per l'altare maggiore della collegiata di San Fortunato a Montefalco.
La pala raffigura la Vergine assisa sulle nubi attorniata da angeli e cherubini e il Santo ai suoi piedi; sulla predella, da sinistra, sei episodi della vita di Maria: la Nascita della Madonna, l'Annunciazione, lo Sposalizio, la Natività del Signore, la Disputa nel Tempio, la Morte della Vergine.
Opere presenti in sala:
- Beato Angelico - Storie di san Nicola di Bari
- Beato Angelico - Madonna col Bambino fra i santi Domenico e Caterina d'Alessandria
- Beato Angelico - Stimmate di san Francesco
- Benozzo Gozzoli - Madonna della Cintola
- Filippo Lippi e aiuti - Incoronazione Marsuppini
- Masolino da Panicale - Transito della Vergine dalla predella della Pala Colonna
- Masolino da Panicale - Crocifissione dalla predella della Pala Colonna

### Sala IV (Melozzo da Forlì)

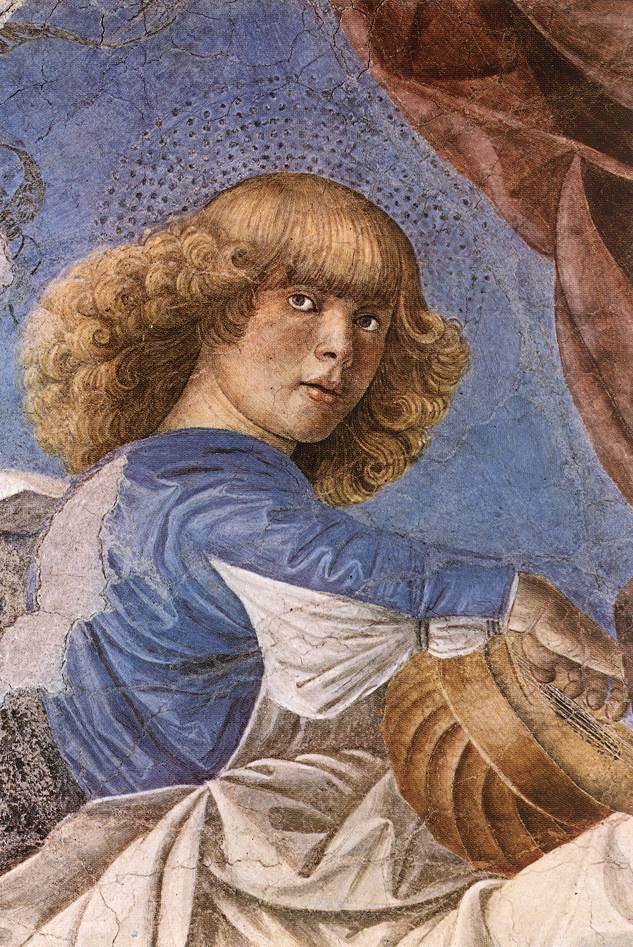
Melozzo da Forlì, Angelo musicante

La Sala è riservata alle opere di Melozzo da Forlì e di Marco Palmezzano, suo aiuto.
A Melozzo si devono il grande affresco di Sisto IV nomina il Platina prefetto della biblioteca Vaticana (1477), trasposto su tela dagli ambienti della Biblioteca Apostolica Vaticana fondata dal Pontefice nel 1475. Il dipinto costituiva l'episodio centrale del ciclo di pitture affidate anche ad Antoniazzo Romano e ai fratelli Domenico e David Ghirlandaio per la decorazione di questa sede e raffigura Sisto IV in trono nell'atto di conferire al genuflesso Bartolomeo Sacchi, detto "il Platina", la nomina a primo prefetto della Biblioteca. A fianco del vicario di Cristo i cardinali nepoti Pietro Riario (riconosciuto da molti come il protonotario Raffaele) con Giuliano della Rovere in abito cardinalizio (futuro papa Giulio II) e i nipoti laici Giovanni della Rovere e Girolamo Riario.
Sono dell'artista anche i noti frammenti con Angeli musicanti e Teste di Apostoli tratti, insieme al Redentore Benedicente esposto a Palazzo del Quirinale, dall'affresco absidale del 1480 circa realizzato nella basilica dei Santi Apostoli a Roma.
Tra i dipinti del Palmezzano la pala dedicata alla Madonna col Bambino e i santi Francesco, Lorenzo, Giovanni Battista, Pietro, Domenico e Antonio Abate, opera tarda dell'artista eseguita a olio su tavola nel 1537 per la chiesa del convento del Carmine a Cesena.
Opere presenti in sala:
- Melozzo da Forlì - Sisto IV nomina Bartolomeo Platina prefetto della Biblioteca Vaticana.
- Melozzo da Forlì - Gruppo di angioletti
- Melozzo da Forlì - Testa di apostolo
- Melozzo da Forlì - Testa di apostolo
- Melozzo da Forlì - Gruppo di angioletti
- Melozzo da Forlì - Angelo che suona la viola
- Melozzo da Forlì - Angelo che suona il liuto
- Melozzo da Forlì - Angelo che suona il tamburo e il flauto
- Melozzo da Forlì - Angelo che suona la tamburella
- Melozzo da Forlì - Angelo che suona il triangolo
- Melozzo da Forlì - Angelo che suona il liuto
- Melozzo da Forlì - Angelo che suona la ribeca
- Melozzo da Forlì - Testa di apostolo
- Melozzo da Forlì - Testa di apostolo
- Melozzo da Forlì - Angelo che suona il liuto
- Marco Palmezzano - Madonna col Bambino e i santi Francesco, Lorenzo, Giovanni Battista, Pietro, Domenico e Antonio Abate
- Marco Palmezzano - Cristo Portacroce
- Marco Palmezzano e aiuti - Annunciazione
- Marco Palmezzano - Vergine col Bambino in trono con i Santi Giovanni Battista e Gerolamo
- Marco Palmezzano - Sacra Famiglia con Sant'Elisabetta e San Giovannino

### Sala V (Ercole de' Roberti)

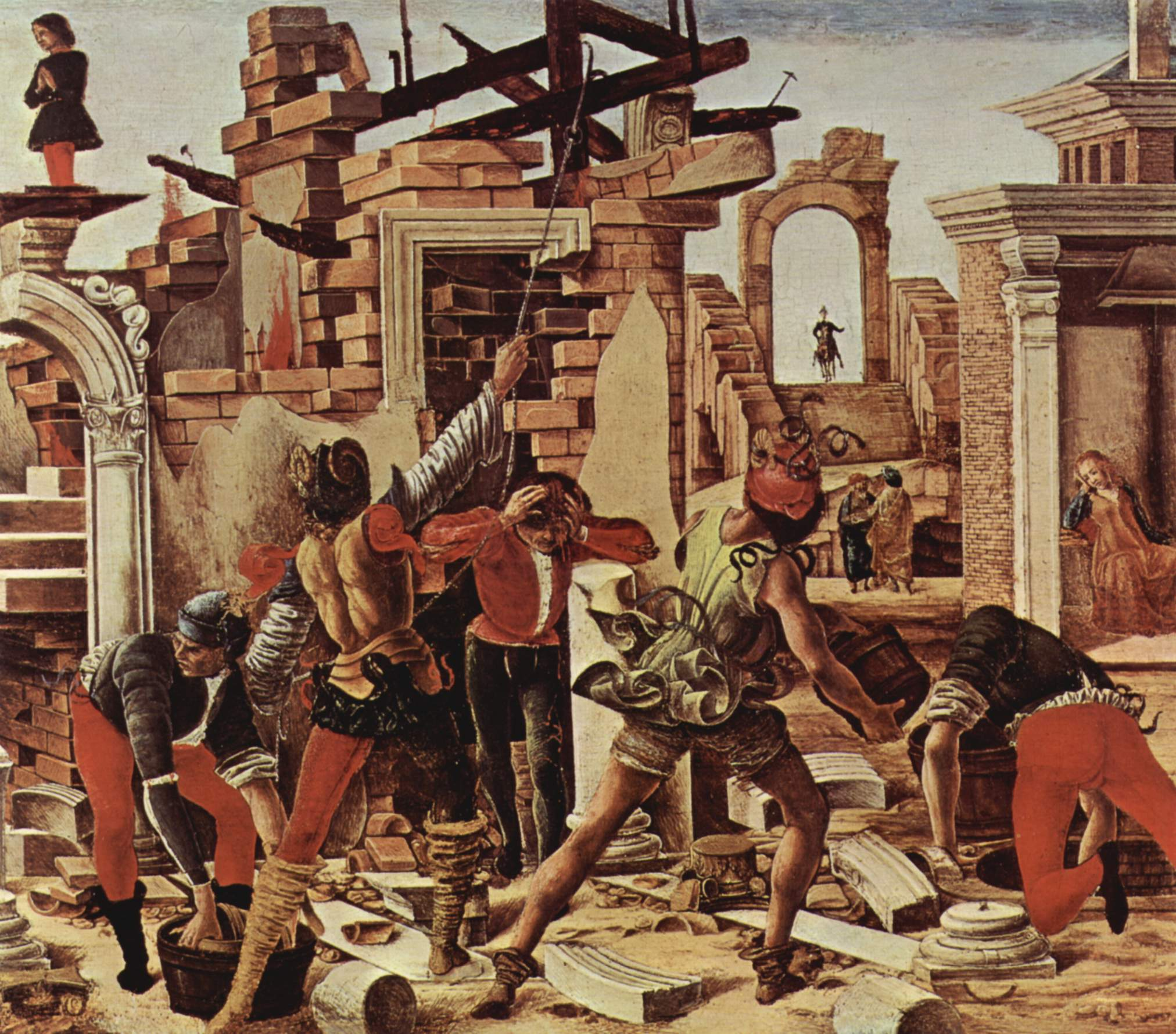
Ercole de' Roberti, dettaglio dai Miracoli di san Vincenzo Ferrer

La Sala conserva lavori di Quattrocentisti italiani e stranieri. Tele e tavola, oltre a una terracotta invetriata, realizzate a tempera o a olio.
Tra queste i Miracoli di san Vincenzo Ferrer di Ercole de' Roberti e la più tarda Pietà di Lucas Cranach il Vecchio, proveniente dal convento di Kreuzlingen dei Canonici Regolari di Sant'Agostino.
L'opera del de' Roberti costituisce la predella della pala d'altare dipinta dal suo maestro Francesco del Cossa verso il 1473 per la cappella Griffoni in San Petronio a Bologna, poi smembrata nel Settecento. I miracoli sono narrati in successione lineare, tra loro collegati senza soluzione di continuità nell'unità di tempo e di spazio: San Vincenzo guarisce una storpia, resuscita una ricca ebrea spagnola, salva un bambino in una casa colpita da un incendio, resuscita un bambino ucciso dalla madre impazzita, guarisce un uomo ferito a una gamba.
Opere presenti in sala:
- Marco Basaiti - Madonna col Bambino e san Giovannino
- Benedetto Buglioni - Stemma di Innocenzo VIII (terracotta invetriata)
- Lucas Cranach il Vecchio - Pietà
- Ercole de' Roberti - Miracoli di san Vincenzo Ferrer
- Bartolomeo Montagna - Madonna col Bambino

### Sala VI (polittici)
La Sala è dedicata ai polittici della seconda metà del XV secolo. Molti i dipinti in esposizione, tutti eseguiti a tempera su tavola. Fra questi, la Crocifissione tra i Santi Venanzio, Giovanni Battista e Porfirio (conosciuta come "Trittico di Camerino"  per la sua provenienza dalla collegiata Camerte di San Venanzio) e l'Incoronazione della Vergine, Cristo deposto e Santi (o "Polittico di Montelparo") trasferita dalla chiesa di San Michele Arcangelo in Castello di Montelparo; entrambe opere di Nicolò di Liberatore, detto "l'Alunno", articolate entro ricche cornici gotiche che testimoniano l'influsso della cultura veneta.
Ancora, la Pietà, di Carlo Crivelli, cimasa lunettata di provenienza ignota ma sempre marchigiana, forse da legare alla Pala di San Pietro di Muralto; l'Incoronazione della Vergine, Natività, Adorazione dei Magi (noto come "Trittico Rospigliosi"), dipinto di Bartolomeo di Tommaso del 1450 circa donato dal principe Altieri a Leone XIII in occasione del suo giubileo sacerdotale (1888).
Opere presenti in sala:
- L'Alunno (Niccolò di Liberatore)
  - Incoronazione della Vergine e santi (Polittico di Montelparo)
  - Crocifissione tra i santi Venanzio, Pietro, Giovanni Battista e Porfirio (Trittico di Camerino)
- Bartolomeo da Foligno - Incoronazione della Vergine, Natività, Adorazione dei Magi (Trittico Rospigliosi)
- Carlo Crivelli
  - Madonna col Bambino e un piccolo frate francescano orante
  - Pietà
- Vittore Crivelli e aiuti - Madonna col Bambino e quattro santi
- Antonio Vivarini - Sant'Antonio Abate tra i santi Sebastiano, Cristoforo, Venanzio e Rocco (polittico)

### Sala VII (Perugino)
La Sala ospita esempi di scuola umbra. Qui emergono dipinti legati a nomi di importanti artisti come il Pinturicchio e il Perugino, autori di opere eseguite in prevalenza a tempera su tela o su tavola.
Al Pinturicchio si riconduce l'Incoronazione della Vergine, pala d'altare del 1503 realizzata in collaborazione con Giovan Battista Caporali per il convento di Santa Maria dei Minori Osservanti a Umbertide, tempera su tavola trasposta successivamente su tela.
Alla mano del Perugino si deve la Pala dei Decemviri  del 1496, pala d'altare commissionata dai Decemviri di Perugia per la cappella del Palazzo dei Priori e composta, in origine, di una cimasa con il Cristo in pietà oggi custodita presso la Galleria Nazionale dell'Umbria.
Opere presenti in sala:
- Cola dell'Amatrice - Assunzione della Vergine e i santi Lorenzo, Benedetto, Maria Maddalena e Scolastica
- Pastura - Madonna della cintola; Messa di san Gregorio; San Gerolamo penitente
- Pietro Perugino - Pala dei Decemviri
- Pietro Perugino - San Benedetto, Santa Flavia e San Placido, dal Polittico di San Pietro eseguito per la chiesa benedettina riformata di San Pietro a Perugia tra il 1496 ed il 1500
- Pietro Perugino - Resurrezione di San Francesco al Prato
- Pinturicchio e Giovan Battista Caporali - Incoronazione della Vergine
- Giovanni Santi - San Girolamo in trono
- Lo Spagna (Giovanni di Pietro) - Madonna del latte tra Maria Maddalena e sant'Antonio da Padova
- Lo Spagna (Giovanni di Pietro) - Natività e arrivo dei Re Magi (Madonna della Spineta)

### Sala VIII (Raffaello)

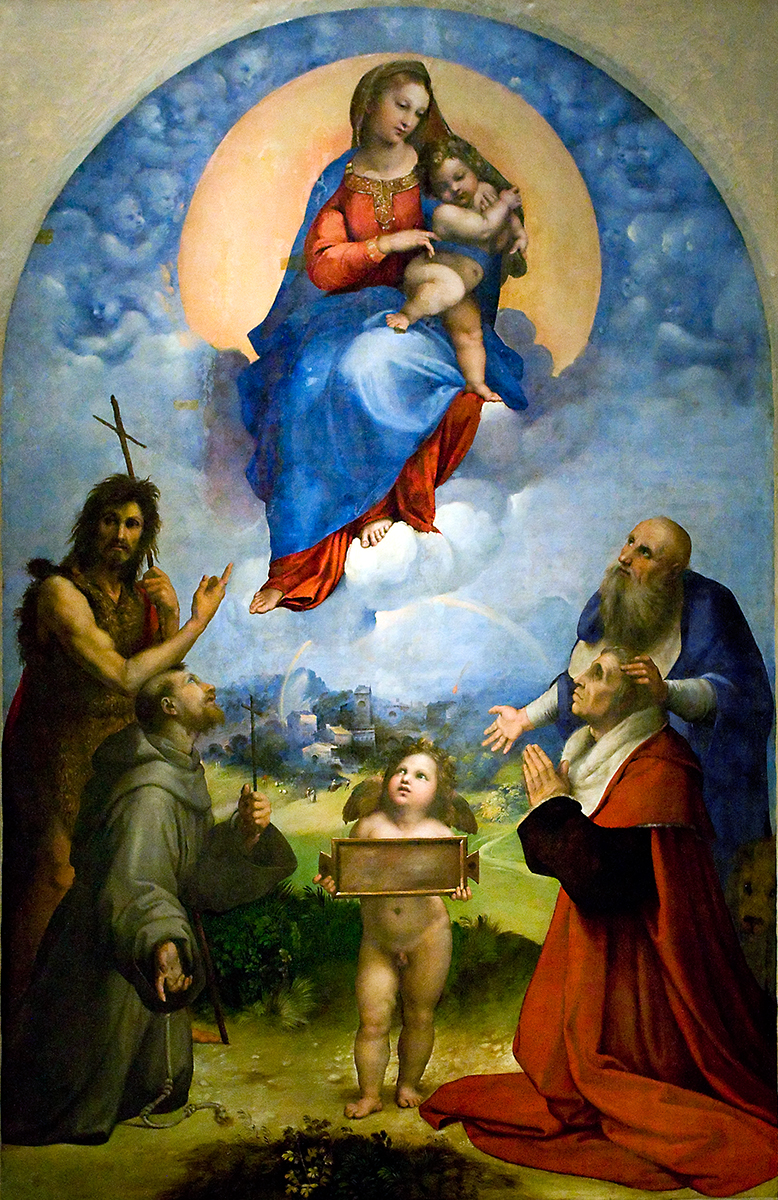
Raffaello Sanzio, Madonna di Foligno (1511-12)

La Sala raccoglie interamente opere di Raffaello Sanzio. In una cornice di arazzi collocati alle pareti - realizzati sui cartoni disegnati dall'artista e dalla sua scuola - dominano al centro della sala tre pale d'altare eseguite a tempera su tavola dal maestro urbinate: la Pala degli Oddi del 1503 circa proveniente dalla cappella della famiglia Oddi nella chiesa di San Francesco al Prato a Perugia, la Madonna di Foligno del 1511 circa così ribattezzata dopo il suo trasferimento dalla chiesa dell'Aracoeli a Roma nella chiesa del monastero di Sant'Anna delle Contesse di Foligno (queste prime due opere sono state trasposte su tela), e, infine, la Trasfigurazione del 1520.
La prima opera raffigura Cristo che incorona la Vergine circondato da angeli musicanti in alto, gli apostoli, intorno alla tomba fiorita, intenti ad assistere all'evento in basso; sulla predella l'Annunciazione, l'Adorazione dei Magi e la Presentazione di Gesù al Tempio.
La seconda mostra san Girolamo che presenta il genuflesso Sigismondo de' Conti (committente dell'opera) alla Madonna assisa in gloria, a lei grato per aver salvato la propria casa dalla caduta di un fulmine (episodio ravvisato sullo sfondo del dipinto).
La terza è rappresentativa del periodo tardo di Raffaello: in alto, Cristo trasfigurato fra Mosè, Elia, Pietro, Giovanni e Giacomo, mentre, nel registro inferiore, l'episodio dell'incontro fra il bambino indemoniato e gli apostoli; tema nascosto è quello della Grazia ottenibile solo con la Fede qui rappresentata dalla donna in ginocchio in primo piano.
Opere presenti in sala:
Dipinti
- Raffaello Sanzio - Pala degli Oddi
  - Predella con Annunciazione, Adorazione dei Magi, Presentazione di Gesù al Tempio
- Raffaello Sanzio - Fede; Carità; Speranza (predella della Pala Baglioni)
- Raffaello Sanzio - Madonna di Foligno
- Raffaello Sanzio - Trasfigurazione

Arazzi
- Bottega di Pieter van Aelst (Bruxelles), da Raffaello Sanzio - Arazzi per la Cappella Sistina:
  - Pesca miracolosa
  - Consegna delle chiavi
  - Punizione di Elima
  - Sacrificio di Listra (non esposto)
  - Guarigione dello storpio
  - Predica di san Paolo
  - Morte di Anania (non esposto)
  - Lapidazione di santo Stefano
  - Conversione di Saulo
  - San Paolo in carcere (non esposto)
  - Fregio delle Ore
  - Fregio delle Stagioni
- Manifattura fiamminga - Ultima Cena
- Manifattura fiamminga (Bruxelles) - Fregio con stemma di Clemente VII
- Manifattura fiamminga (Bruxelles) - Fregio con stemma di Clemente VII

### Sala IX (Leonardo)
La Sala, di piccole dimensioni, raccoglie opere di Leonardo da Vinci, Correggio e di Cinquecentisti vari. Di Giovanni Bellini è il Compianto sul Cristo morto con i Santi Giuseppe di Arimatea, Nicodemo e Maria Maddalena, cimasa di una pala eseguita nel 1474 circa per l'altare maggiore della chiesa di San Francesco a Pesaro e oggi conservata presso il Museo Civico.
La solenne composizione vede intorno al Cristo giacente le figure di Maria Maddalena, Nicodemo e Giuseppe di Arimatea.
Di Antonio Allegri detto il Correggio è stata recentemente riacquisita l'autografia della tela raffigurante il Creatore sull'iride fra angeli o Cristo in gloria,già tela apicale dello smembrato Trittico dell'Umanità, anche detto Trittico della Misericordia, dipinto dall'Allegri intorno al 1520 c. per la chiesa confraternale di Santa Maria della Misericordia in Correggio. 
Il quadro più noto resta tuttavia il monocromo con San Gerolamo di Leonardo, olio su tavola tardo quattrocentesco ricondotto al primo periodo fiorentino dell'artista. Il Santo è raffigurato in ginocchio con la testa reclinata su un lato; il corpo scarno e implorante personifica l'ascesi e la mortificazione; ai suoi piedi un famelico leone di cui resta la traccia della sagoma e sullo sfondo la facciata della chiesa fiorentina di Santa Maria Novella. Alla morte dell'artista la tavola andò dispersa divisa in più parti e fu ricomposta, sul finire del Settecento, dopo il fortunato ritrovamento dei frammenti adibiti a coperchio di un forziere nella bottega di un rigattiere e a piano per lo sgabello di un calzolaio.
Opere presenti in sala:
- Antonio Allegri detto il Correggio - Creatore sull'iride fra angeli dal Trittico dell'Umanità
- Giovanni Bellini - Pietà della Pala di Pesaro
- Bernardino de' Conti - Ritratto di Francesco II Sforza
- Leonardo da Vinci - San Gerolamo
- Polidoro da Caravaggio - Andata al Calvario

### Sala X (scuola di Raffaello e pittura veneta)
La Sala contiene opere di Tiziano Vecellio e della pittura veneta del Cinquecento. Vi sono esposti oli su tela e su tavola di raffinata esecuzione.
A Tiziano si devono il Ritratto del Doge Niccolò Marcello del 1542 circa, arrivato dalla Collezione Aldovrandi di Bologna, e la Madonna col Bambino e santi del 1535 circa, più conosciuta come "Madonna dei Frari" per la sua provenienza dall'oratorio di San Niccolò della Lattuga in Campo dei Frari a Venezia.
La pala d'altare, eseguita su tavola e poi trasposta su tela, è strutturata su due registri: in alto la Vergine col Bambino e gli Angeli, in basso i santi Caterina d'Alessandria, Nicola, Pietro, Antonio da Padova, Francesco e Sebastiano.
Del Veronese sono due opere giunte dalla Collezione Pio di Savoia: l'Allegoria delle Arti Liberali, tela dalla particolare forma ottagonale (probabile decorazione di un soffitto) realizzata intorno al 1551, e la Visione di sant'Elena del 1580 circa, quadro dedicato alla sogno-visione della Santa che la leggenda afferma aver portato al ritrovamento della vera Croce.
Alla mano di Paris Bordon si riferisce il San Giorgio che uccide il drago, dipinto commissionato per l'altare maggiore della parrocchiale di San Francesco di Noale, ed eseguito verso il 1525.
Opere presenti in sala:
- Paris Bordon - San Giorgio uccide il drago
- Garofalo - Apparizione della Vergine ad Augusto e alla Sibilla
- Garofalo - Sacra Famiglia con santa Caterina
- Giulio Romano e Giovan Francesco Penni - Incoronazione della Vergine (Madonna di Monteluce)
- Moretto da Brescia - Madonna col Bambino e i santi Girolamo e Bartolomeo (detta Madonna della Pera)
- Tiziano Vecellio - Madonna di San Nicolò dei Frari
- Tiziano Vecellio -  Ritratto del doge Niccolò Marcello
- Paolo Veronese - Allegoria delle Arti Liberali
- Paolo Veronese - Visione di sant'Elena

### Sala XI (Barocci)
La Sala accoglie gli artisti del tardo Cinquecento. Sono presenti pittori come Ludovico Carracci autore della Trinità con Cristo morto e Angeli che mostrano gli strumenti della Passione del 1590 circa, opera giunta dalla Collezione del cardinale Flavio Chigi e probabile cimasa di una pala d'altare o sopraporta di una sacrestia, e Giorgio Vasari con la Lapidazione di Santo Stefano, pala d'altare dalle dimensioni imponenti dipinta nel 1571 per la cappella di Santo Stefano situata nell'ala del Palazzo Pontificio fatta costruire da Pio V (1566-1572).
Di Federico Barocci sono il Riposo durante la fuga in Egitto (noto come "Madonna delle ciliegie") dipinto dal felice cromatismo identificato nell'opera commissionata all'artista dal perugino Simonetto Anastagi intorno al 1573, e l'Annunciazione, pala d'altare realizzata per la cappella di Francesco Maria II della Rovere, duca di Urbino, nella basilica di Loreto e datata intorno al 1584: tela ridipinta tuttavia in molte sue parti per riparare i danni subiti dai trasporti e dai malaccorti restauri. Sullo sfondo della scena sacra si ravvisa uno scorcio notturno del quartiere urbinate di Valbona e la fiancata occidentale del Palazzo Ducale.
Opere presenti in sala:
- Federico Barocci - Annunciazione
- Federico Barocci - Riposo durante la fuga in Egitto
- Federico Barocci - Beata Michelina
- Federico Barocci - San Francesco riceve le stimmate
- Ludovico Carracci - Trinità col Cristo morto
- Cavalier d'Arpino - Annunciazione
- Marco dal Pino - Torchio mistico e Cristo in gloria
- Girolamo Muziano - Resurrezione di Lazzaro
- Girolamo Muziano - San Girolamo
- Marcello Venusti - San Bernardo schiaccia il demonio
- Giorgio Vasari - Lapidazione di Santo Stefano
- Jacopo Zucchi - Processione di San Gregorio Magno
- Jacopo Zucchi - Miracolo della neve

### Sala XII (Caravaggio)

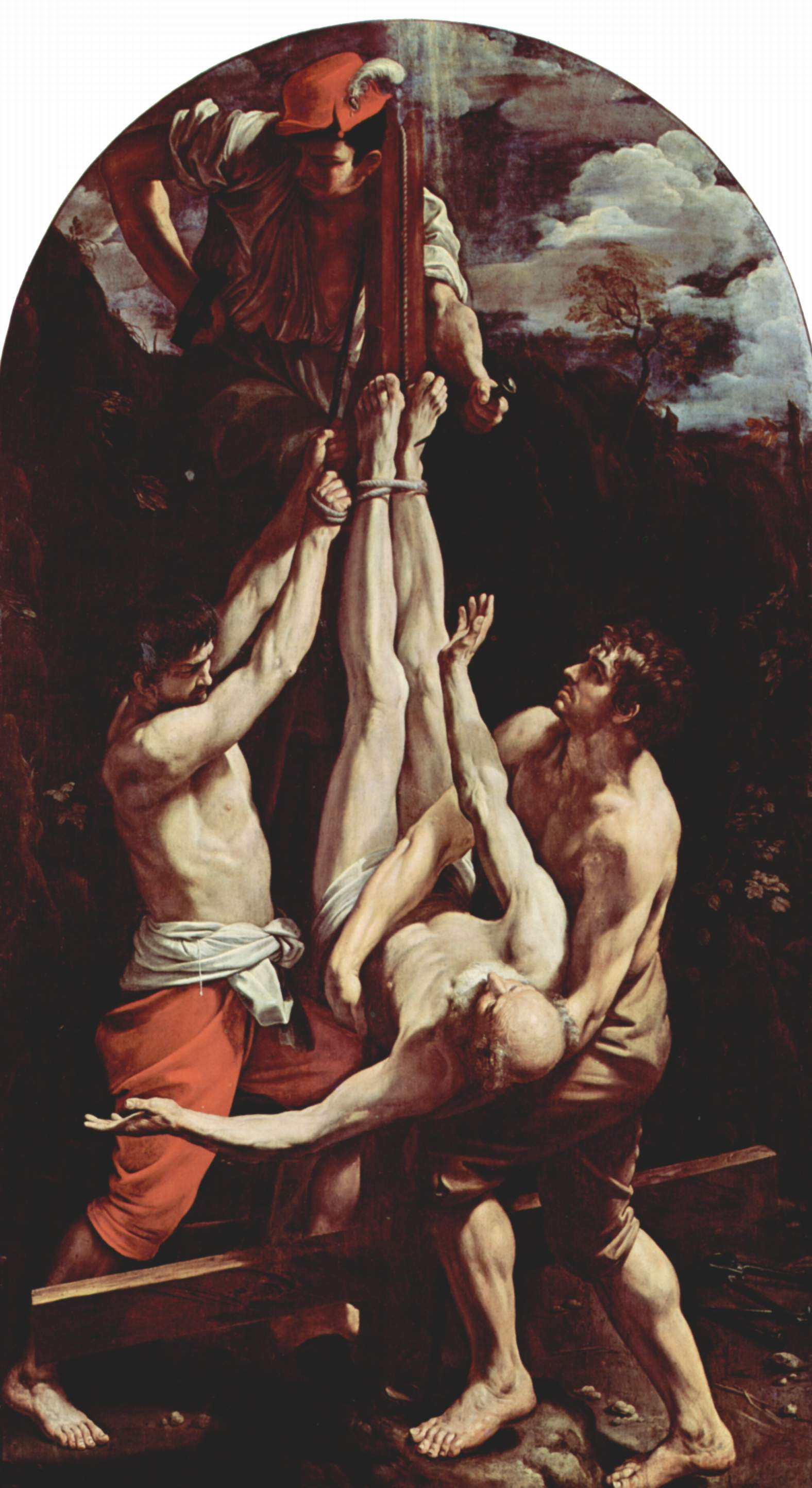
Guido Reni, Crocifissione di san Pietro

La Sala, dalla particolare forma ottagonale, conserva importanti pitture a olio eseguite da artisti del primo periodo barocco.
Tra le opere presenti la Crocifissione di san Pietro di Guido Reni, pala d'altare su tavola del 1605 commissionata dal cardinale Pietro Aldobrandini per la chiesa di San Paolo alle Tre Fontane; il Martirio di sant'Erasmo di Nicolas Poussin, pala realizzata nel 1629 per l'altare del transetto destro della basilica di San Pietro in Vaticano; la Comunione di San Gerolamo del Domenichino, olio su tela eseguito per la Congregazione di San Gerolamo della Carità dell'omonima chiesa in via Monserrato a Roma.
Opere presenti in sala:
- Caravaggio - Deposizione dalla croce
- Domenichino - Comunione di san Girolamo
- Guercino - Santa Maria Maddalena penitente
- Guercino - Incredulità di san Tommaso
- Nicolas Poussin - Martirio di sant'Erasmo
- Guido Reni - Crocifissione di san Pietro
- Guido Reni - Madonna col Bambino e i Santi Tommaso e Girolamo (Pala Olivieri)
- Guido Reni - San Matteo e l'angelo
- Andrea Sacchi - Visione di San Romualdo
- Andrea Sacchi - Messa di San Gregorio
- Jean Valentin - Martirio dei Santi Processo e Martiniano

### Sala XIII (Pietro da Cortona)
Opere presenti in sala:
- Pietro da Cortona - Visione di San Francesco
- Pietro da Cortona - Davide uccide il leone
- Pietro da Cortona - Davide uccide il gigante Golia
- Orazio Gentileschi - Giuditta e l'ancella con la testa di Oloferne
- Nicolas Poussin - Vittoria di Gedeone sui Madianiti
- Guido Reni - La Fortuna trattenuta da Amore
- Andrea Sacchi - Interno di Santa Maria in Vallicella: canonizzazione di San Filippo Neri
- Gerard Seghers e Jan Wildens - San Francesco Saverio
- Gerard Seghers e Jan Wildens - Sant'Ignazio di Loyola

### Sala XIV (Carlo Maratta)
Opere presenti in sala:
- Carlo Maratta - Ritratto di Clemente IX
- Giovan Battista Gaulli - Concerto di angeli
- Giovan Battista Gaulli - Visione di San Francesco Saverio
- Andrea Belvedere - Fiori e Frutta
- Jacques Courtois - Battaglia
- Andrea Camassei - San Pietro battezza i Santi Processo e Martiniano
- Bartolomé Esteban Murillo - Martirio di San Pietro d'Arbues
- Pietro Navarra (?) - Natura morta con elementi classici e frutta
- Pietro Navarra (?) - Natura morta con elementi classici e frutta
- Giovanni Battista Salvi - Madonna con il Bambino
- Daniel Seghers e Erasmus Quellinus il Giovane - Ghirlanda di fiori con la Madonna e il Bambino
- Daniel Seghers e Hendrick van Balen - Ghirlanda di fiori con Sant'Ignazio
- Daniel Seghers e Cornelis Schut I (?) - Ghirlanda di fiori con San Goswino martire
- Daniel Seghers e Erasmus Quellinus il Giovane - Ghirlanda di fiori con "Ecce Homo"

### Sala XV (Crespi)
Opere presenti in sala:
- Pompeo Batoni - San Giovanni Nepomuceno davanti alla Vergine
- Pompeo Batoni - Ritratto di Pio VI
- Sebastiano Conca - Deposizione
- Sebastiano Conca - Cristo nell'orto
- Sebastiano Conca - Miracolo di San Turibio di Lima
- Giuseppe Maria Crespi - Sacra Famiglia
- Giuseppe Maria Crespi - Ritratto di Benedetto XIV
- Donato Creti - Osservazioni astronomiche
- Giovanni Battista Crosato - Madonna col Bambino con Sant'Antonio da Padova e un Santo Vescovo
- Gaetano Gandolfi - Trionfo della Fede
- Pier Leone Ghezzi - Martirio di San Clemente
- Thomas Lawrence - Ritratto di Giorgio IV d'Inghilterra
- Francesco Mancini - Riposo durante la fuga in Egitto
- Francesco Mancini - Lotta fra Amore e Pan
- Francesco Trevisani - Cristo e la Samaritana al pozzo

### Sala XVI (Wenzel Peter)
Opere presenti in sala:
- Wenzel Peter - Autoritratto
- Wenzel Peter - Combattimento di una zebra con un leopardo
- Wenzel Peter - Gufo con preda e paesaggio
- Wenzel Peter - Tigre
- Wenzel Peter - Combattimento di un leone con una tigre
- Wenzel Peter - Adamo ed Eva nel Paradiso Terrestre